# Cornelis Engebrechtsz

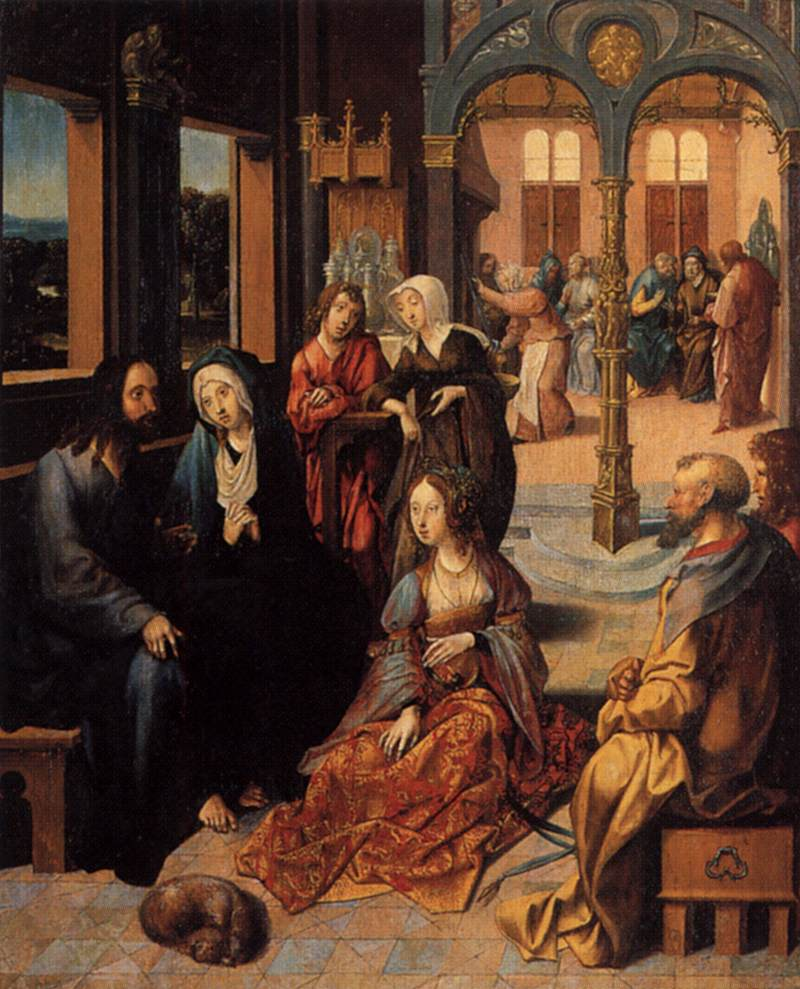
A Segunda Visita de Cristo à casa de Maria e Marta. Ca. 1515-1520. Rijksmuseum, Amsterdam.

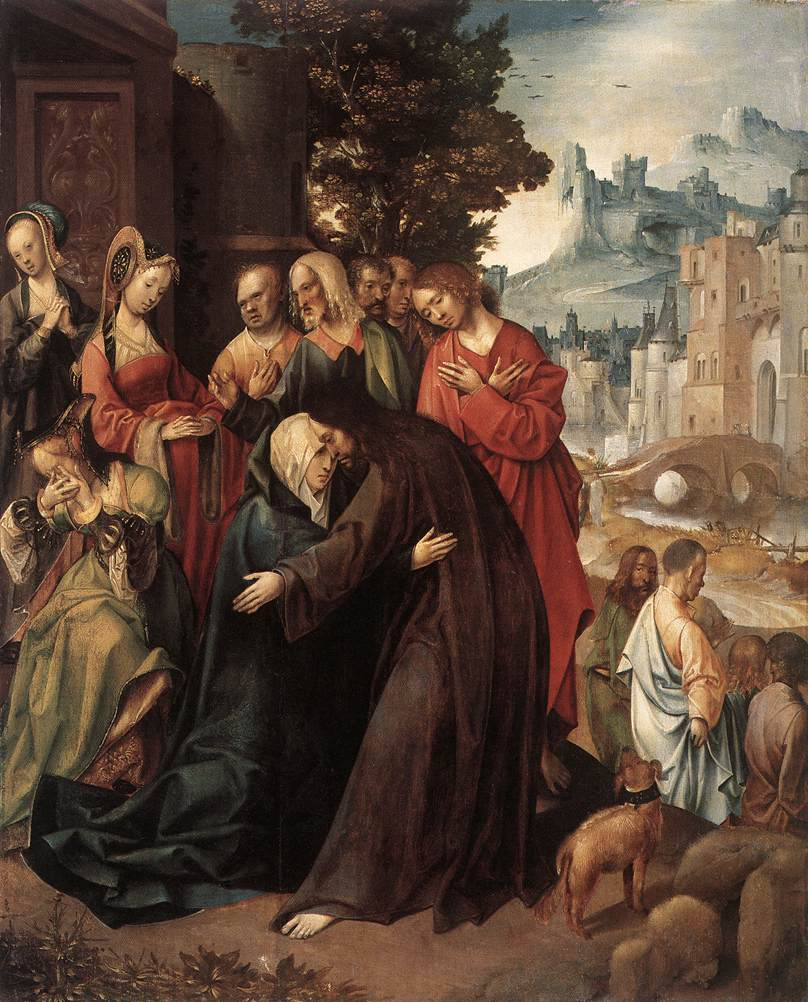
Cristo despedindo-se da Mãe. Ca. 1515-1520. Rijksmuseum, Amsterdam.

Cornelis Engebrechtsz, também conhecido como Cornelis Engelbrechtsz. (c. 1462 – 1527) foi um pintor holandês do começo do Renascimento que nasceu e morreu em Leiden, considerado o primeiro grande artista da cidade. Engebrechtsz treinou muitos outros pintores da região, incluindo o importante artista Lucas van Leyden, Aertgen van Leyden e seus próprios filhos, Cornelis, Lucas e  Pieter Cornelisz Kunst.
Sua obras estão expostas atualmente no Rijksmuseum, Amsterdam, no Museu de História da Arte em Viena de Viena, no Museu J. Paul Getty, em Los Angeles, na Antiga Pinacoteca, em Munique e no Metropolitan Museum of Art, em Nova York, entre outros. 

## Vida
Engebrechtsz foi o primeiro pintor de Leiden a quem pode ser atribuída, com certeza, uma obra de arte.  A primeira menção ao artista em arquivos foi em 1482, quando Engebrechtsz  vendeu algumas de suas obras ao Priorado Hieronymusdal (também chamado de Lopsen) em Oegstgeest, perto de Leiden. É possível que tenha aprendido seu ofício nesse Monastério ou talvez em Bruxelas ou Antuérpia.
Pintou principalmente temas bíblicos, como por exemplo o tríptico da Lamentação de Cristo e outro da Crucificação, ambos feitos para o Convento de Mariënpoel, em Leiden, e que agora estão no museu da cidade, o Stedelijk Museum De Lakenhal. Através de seus filhos, suas últimas obras tornaram-se cada vez mais influenciadas pelo Maneirismo, um estilo de pintura popular em Antuérpia naquele tempo (ver Maneirismo em Antuérpia).